# Vladimír Boublík
Vladimír Boublík (* 16. November 1928 in Mokrosuky; † 25. September 1974 in Klatovy) war ein tschechischer Theologe.

## Leben
Nach dem Besuch des Gymnasiums in Budweis, trat er 1947 in das dortige bischöfliche Seminar ein. Nach der Februarrevolution 1948 wurde er inhaftiert. 29. Mai 1952 flüchtete er nach Westberlin und von dort aus nach Rom. Er studierte an der Lateran-Universität und war nach seiner Priesterweihe in Norditalien tätig. 1961 schrieb er seine Doktorarbeit zum Thema tezi La predestinazione, San Paolo e Sant'\,Agostino. Es folgte die Ernennung zum Assistenten der Dogmatik beim Professor Monsieur Antonio Piolanti, 1970 zum Professor für Fundamentaltheologie. Er starb beim Besuch seiner Mutter in seiner Heimat.

## Werke
Boublik hinterließ ein umfangreiches Werk der christlichen Anthropologie. Er stellte sich kritisch zu Teilhard de Chardin, dem er Eklektizismus, Titanismus und Prometheismus vorwarf. Er war versucht das christlich anthropologische Problem des Aurelius Augustinus neu zu formulieren. Grundgedanke seiner Suche nach dem Christentum ist der direkte Dialog mit Jesus. Mit diesem Thema beschäftigte er sich auch in seiner italienisch geschriebenen Dissertation Der Mensch in Jesus Christus. In seinem großen Beitrag zur tschechischen theologisch-philosophischen Literatur Theologie des Glaubens (Teologie náboženství) versucht er das Augenmerk der verantwortlichen Kirchenpersönlichkeiten auf die sozialen und reellen Probleme zu richten.

### Publikationen in deutscher Sprache
- Ungewissheit und Wagnis nach der Prädestinationslehre des Duns Scotus, Deus et homo ad mentem J. Duns Scoti, Roma 1972

### Publikationen in italienischer Sprache
- L'azione divina praeter ordinem naturae secondo S. Tommaso d'Acquino, Roma 1968
- Il Salvatore del mondo, Roma 1968
- Incontro con Cristo, Roma 1968
- Il mistero trinitario, Roma 1969
- Metodologia teologica, Roma 1970
- L'uomo in Cristo Gesu, Roma 1971
- L'uomo nell'attesa di Cristo, ed. Paoline, Bari 1972
- Teologia della religioni, Roma 1973
- Il mistero della salvezza, saggi teologici, Roma 1976

### Publikationen in tschechischer Sprache
- Boží lid, Řím 1967
- Setkání s Ježíšem, Řím 1970